# The Union: Sharing Destiny- Ties
The Union: Sharing Destiny- Ties (The Union 一蓮托生 絆) es una película japonesa, del 23 de febrero de 2007, producida por Zen Pictures. Es una película del género tokusatsu, de acción y aventuras, con artes marciales, dirigido por Masayuki Toyama, y protagonizada por Yuri Sawamura, Akane Suzuki y Satomi Tsubaki. Posee una segunda parte titulada The Union: Sharing of a Single Destiny- Trap
El idioma es en japonés, pero también está disponible con subtítulos en inglés, en DVD o descargable por internet.

## Argumento
La pintura titulada "Domingo sonriente" ganó una enorme reputación  por la crítica y la audiencia, que hizo que el cuadro alcanzara un alto precio. La pintora es Haruko Takita, y las modelos del cuadro sus dos pequeñas hijas Kaede y Sanae Takita. La pintora sólo realizó el cuadro por amor a sus dos hijas, y no para alcanzar la fama y riqueza. Tras el alboroto del éxito de dicha pintura, ocurrió un incidente en la casa de la pintora. Un grupo de ladrones entraron en su casa para robar el cuadro. Kaede Takita, que presenció los hechos por casualidad, es raptada por los ladrones para evitar testigos.
El tiempo pasó, y la otra hija de la pintora, Sanae Takita, creció dedicándose a aprender las artes marciales para poder luchar contra la organización llamada Gouki-dan, que se cree que es la responsable del robo del cuadro y el rapto de su hermana.